# Nefer (jeroglífic)
Nefer és la paraula egípcia que s'utilitzà per simbolitzar la bellesa i la bondat. La traducció exacta de la paraula al català és "bell per dins i per fora".

## Simbolisme del jeroglífic
Jeroglífic egipci triconsonàntic 'nfr' 
| nfr |

 és la representació d'un llaüt a la paret de la tomba de Nakht que es pot veure a la pàgina de Música d'Egipte. El músic central està tocant un llaüt de cos oval que té un coll llarg i prim, amb un parell de clavilles a la part superior (haureu d'augmentar el jeroglífic per veure-ho amb més claredat). És més aviat com una versió lleugera i elegant d'un N'goni, Xalam o Sintir, amb clavilles d'afinació afegides. Es creu que en aquest s'originen tots els instruments musicals de tipus llaüt. El jeroglífic 'nfr' sol aparèixer en posició vertical amb la sintonització de les clavilles de la part superior i la tassa o el cos per sota.
No obstant això, el jeroglífic en realitat representa el cor i la tràquea. Al principi podria ser l'esòfag i el cor. Les estries de la tràquea només apareixen al jeroglífic, després de l'Imperi Antic. La part inferior del senyal sempre clarament ha estat el cor, per marcar clarament la forma del cor d'una ovella.

## Ús
El terme Nefer s'ha incorporat en molts noms femenins en l'antic Egipte. Alguns exemples són Nefertiti, Nefererini i Nefertari. És també el nom d'un faraó de la Dinastia VI, Nefer.
El terme va ser utilitzat consecutivament per referir-se a la corona de l'Alt Egipte.
Un dels noms més freqüents d'Osiris van ser: un (llebre), i néfer (perfecte).